# 新民镇 (廉江市)
新民镇，是中华人民共和国广东省湛江市廉江市下辖的一个乡镇级行政单位。

## 行政区划
新民镇下辖以下地区：
三角山社区、丹竹塘村、大垌村、黎村、丰九百村、三甲村、三角山村、新塘村、大路边村、朗塘村、塘底村、高街村、鸡笼塘村、田界村、龙村和黄竹垌村。